# Sandra Torres
Sandra Julieta Torres Casanova (Melchor de Mencos, 5 ottobre 1955) è una politica guatemalteca.

## Biografia
Sandra Torres nasce a Melchor de Mencos, nel dipartimento di Petén, il 5 ottobre 1955, in una famiglia di politici. Sua madre, Teresa Casanova de Torres, è stata sindaca di Melchor de Mencos dal 1996 al 2008, mentre il fratello, Luis, è stato candidato alle elezioni generali del 1995.
Sandra si laurea in scienze della comunicazione presso l'Università di San Carlos del Guatemala, ottenendo poi un master in politica pubblica all'Università Rafael Landívar.

### Carriera politica
Nel 1993 entra in politica, allora nel partito chiamato "Sviluppo Integrale Autentico", all'interno del quale rimane fino al 2000.
Nel 2002 fonda, assieme al futuro marito Álvaro Colom, il partito "Unità Nazionale della Speranza". Nel 2003 il marito si candida alle presidenziali, elezioni nelle quali si posiziona secondo. Nel 2007, con le nuove elezioni, viene eletto come presidente del Guatemala, facendo divenire automaticamente Sandra Torres primera dama del Paese. Il mandato termina nel 2011.
Intenzionata a candidarsi in occasione delle elezioni del 2011, non ha potuto correre alle presidenziali in quanto la Costituzione del Guatemala vieta ai familiari e ai parenti del presidente e del vicepresidente di turno di candidarsi alle elezioni.
Nel 2012 viene eletta per la prima volta come segretaria generale dell'Unità Nazionale della Speranza, venendo nuovamente nominata anche successivamente, acquisendo un ruolo ancor più importante nella politica del Paese. Ricopre il mandato fino all'ottobre 2019, quando viene posta agli arresti domiciliari perché accusata di aver violato le norme di finanziamento della campagna presidenziale. Nel 2021 torna a svolgere di nuovo il ruolo di segretaria.
Nel 2015 gareggia alle elezioni con l'Unità Nazionale della Speranza, classificandosi in seconda posizione. Si ricandida sempre come presidente nel 2019, arrivando prima. Al successivo ballottaggio viene però sconfitta da Alejandro Giammattei.
Si candida anche in quelle del 2023, posizionandosi prima al primo turno col 20,98% dei voti. Al secondo turno viene invece battuta da Bernardo Arévalo. Durante la sua campagna presidenziale cambia radicalmente le sue posizioni politiche, abbandonando apparentemente la socialdemocrazia e definendo il suo partito come "centrista". Adotta anche discorsi conservatori al fine di attirare anche quella fascia di popolazione. Ad elezioni svolte, mette invece in discussione la veridicità della tornata elettorale. In seguito, il Tribunale Supremo Elettorale del Guatemala ufficializza i risultati delle elezioni.

## Vita privata
Si sposa nel 2003 con Álvaro Colom, divenuto nel 2008 presidente del Paese centramericano. I due, senza figli, divorziano nel 2011.